# Reakcja walka lub ucieczka

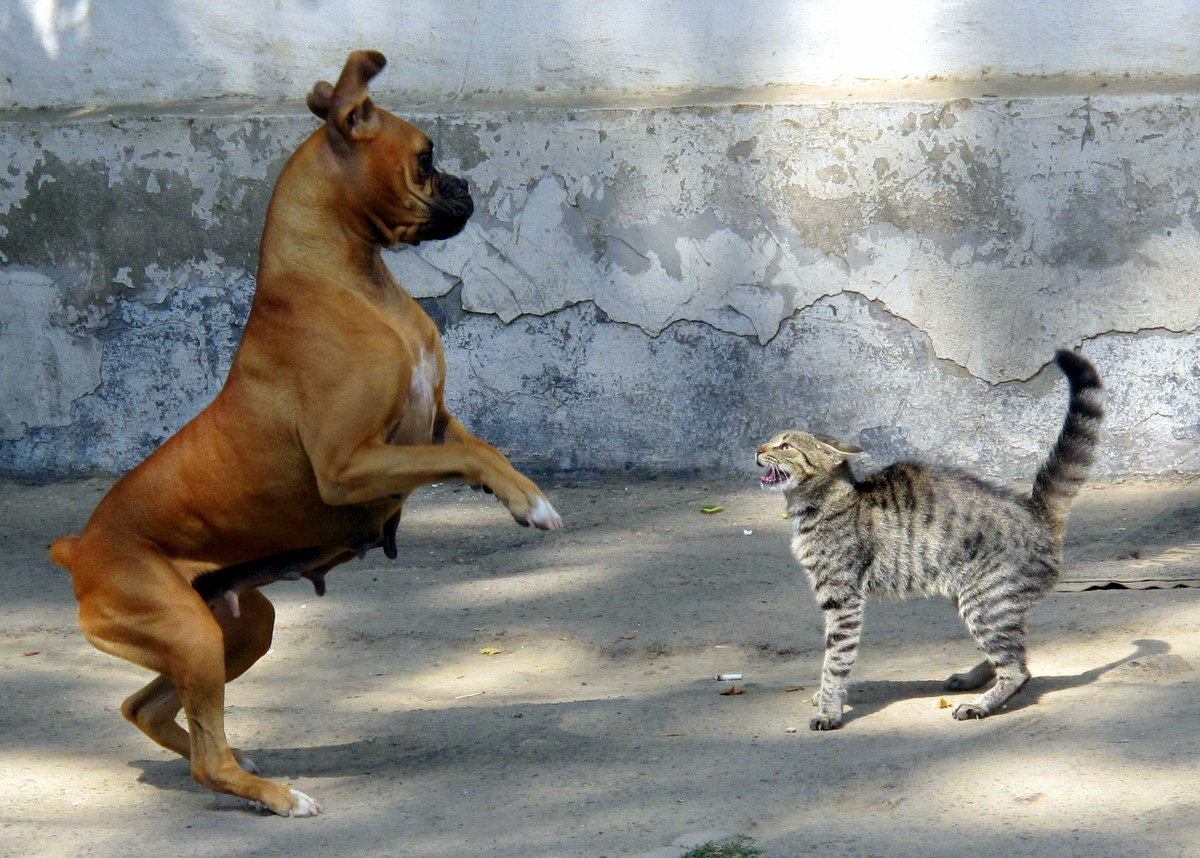
Model reakcji na ostry stres w konfrontacji psa i kota

Reakcja walka lub ucieczka (lub reakcja na ostry stres) – fizjologiczna i homeostatyczna odpowiedź organizmu będąca następstwem niebezpiecznego zdarzenia, ataku lub zagrożenia przetrwania jednostki. Termin określający to zjawisko ukuł i opisał amerykański psycholog Walter Cannon.

## Charakterystyka
Według teorii Cannona zwierzęta reagują na zagrożenia ogólnym rozładowaniem współczulnego układu nerwowego i w ten sposób przygotowują się do walki lub ucieczki. W bardziej szczegółowym ujęciu rdzeń nadnercza wytwarza powódź hormonów, która skutkuje wydzielaniem do krwiobiegu katecholamin, głównie noradrenaliny i adrenaliny. Na sposób, w jaki organizmy reagują na stres wpływ mają hormony: testosteron, kortyzol oraz neuroprzekaźniki dopamina i serotonina. Hormon osteokalcyna także może brać udział w procesie.
Bodźce, które wywołują reakcję walcz lub uciekaj mogą być różnorodne, m.in. psychospołeczne, czyli związane ze sferą psychiczną i społeczną. Według Cannona stres ma właściwości adaptacyjne i traktowany jest jako reakcja na zaistniałe zagrożenie. Funkcją tej reakcji jest stworzenie przez organizm warunków umożliwiających przetrwanie organizmu. Silne emocje towarzyszące takim sytuacjom mają charakter przystosowawczy, podwyższają aktywizację organizmu, i tym samym mobilizują cały organizm do szybkiego oraz energicznego działania. Taka odpowiedź organizmu ma być pierwszym stadium ogólnego zespołu adaptacyjnego (stanowiącego pierwszą linię obrony organizmu przed potencjalnie szkodliwymi czynnikami), który reguluje reakcje stresowe wśród kręgowców i innych organizmów.

### Reakcje poza walką lub ucieczką
Ostry stres może także powodować inne reakcje, poza walką lub ucieczką. Najczęściej przez badaczy wspominana jest reakcja zamrożenia (ang. freeze), a także reakcja omdlenia (ang. faint) lub przymilania się (ang. fawn). System 4 reakcji na stres (4F, ang. fight-flight-freeze-fawn) rozpowszechnił psychoterapeuta Pete Walker, który opisał go w książce „Złożone PTSD. Od przetrwania do pełni życia”. Ostatnia z nich polega na tym, że osoba stara się przypodobać innym, aby ich obłaskawić. Poprzez reakcję przymilania się osoby, które doświadczyły przemocy starają się uniknąć konfliktu poprzez przypodobanie się swojemu oprawcy.